# Aeroportul Regional Eagle County
Aeroportul Regional Eagle County (IATA: EGE, ICAO: KEGE, FAA LID: EGE) este un aeroport din Colorado, Statele Unite ale Americii ce deservește zona Eagle-Vail⁠(d). Aeroportul a fost tranzitat în 2020 de 143.000 de pasageri.
Situat la o altitudine de 1.996 m, aeroportul dispune de 1 pistă.

## Infrastructură

### Piste
Aeroportul dispune de o singură pistă. Pista 07/25 are suprafața de asfalt și dimensiunile 9.000 picioare × 150 picioare. 